# Шофринкань
Шофринкань (рум. Șofrîncani) — село в Єдинецькому районі Молдови. Утворює окрему комуну.

## Населення
Національний склад села (2014, %):
| національність | кількість осіб | частка, % |
| -------------- | -------------- | --------- |
| українці       | 1094           | 59,78     |
| молдовани      | 656            | 35,85     |
| росіяни        | 63             | 3,44      |
| болгари        | 7              | 0,38      |
| інші           | 10             | 0,55      |

Повсякденна мова мешканців села (2014, %):
| мова              | кількість осіб | частка, % |
| ----------------- | -------------- | --------- |
| українська        | 907            | 49,56     |
| російська         | 501            | 27,38     |
| молдовська        | 407            | 22,24     |
| інші / не вказали | 15             | 0,82      |